# Chiesa di San Pietro Apostolo (Campagna Lupia)
La chiesa arcipretale di San Pietro Apostolo è la parrocchiale di Campagna Lupia, in città metropolitana di Venezia e diocesi di Padova; è a capo del vicariato di Campagna Lupia.

## Storia
Anticamente la chiesa di Campagna Lupia, presso la quale risiedeva un cappellano, dipendeva dalla pieve di Lova. Alla fine del XV secolo, a causa delle guerre e delle inondazioni, il paese e la pieve di Lova caddero in rovina e la parrocchialità fu trasferita alla chiesa di Campagna, che venne riedificata proprio in quel periodo. Da allora e per vari secoli il parroco di questa chiesa verrà detto Archipresbiter Campànee et Lupie.
Tra il 1760 e il 1765 venne costruita, per volere del parroco don Domenico Perazzolo, l'attuale parrocchiale. Il pavimento della chiesa venne rifatto una prima volta nel 1896 e, una seconda, nel 1969.

## Galleria d'immagini

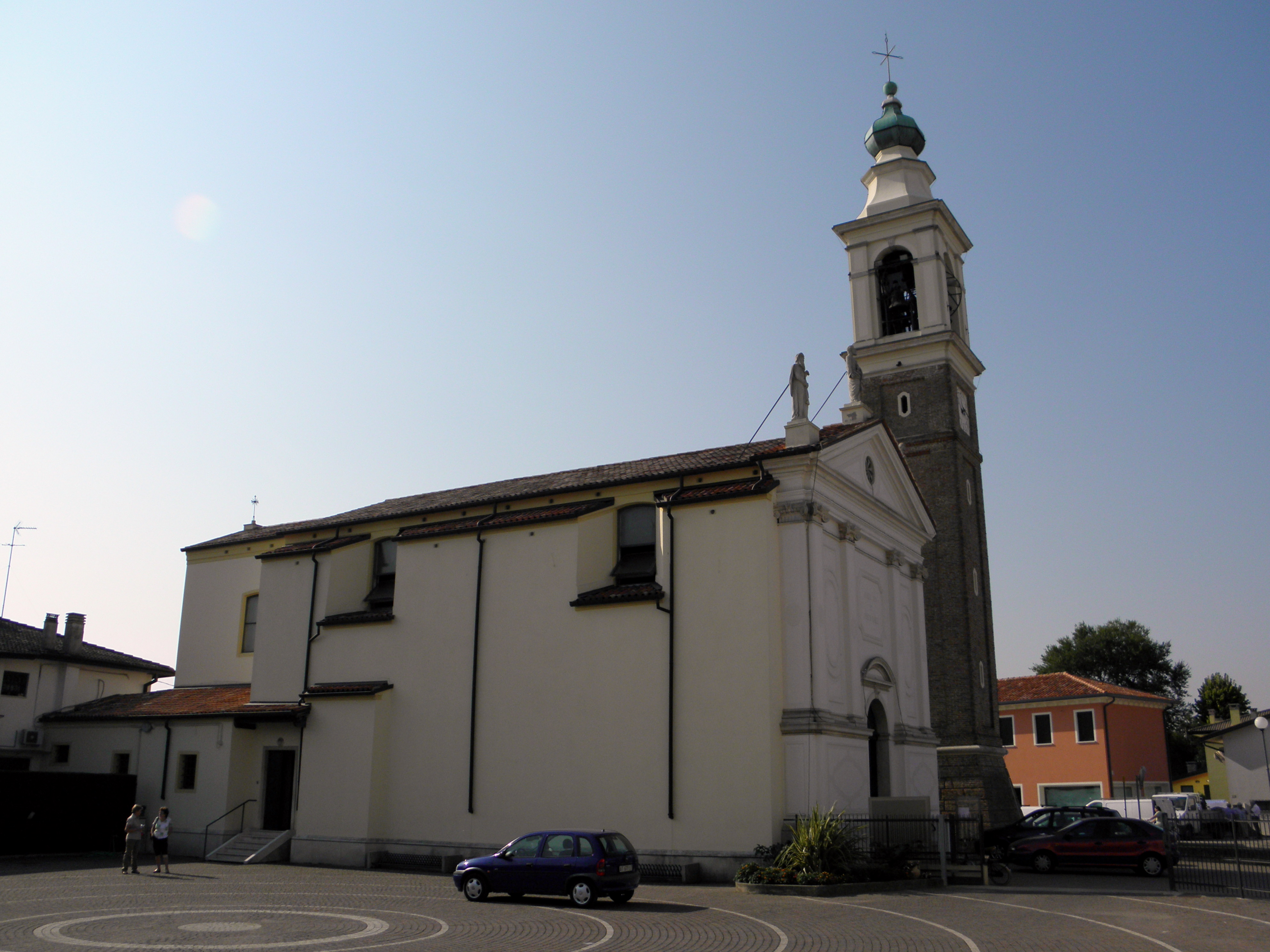
Lato sinistro della chiesa
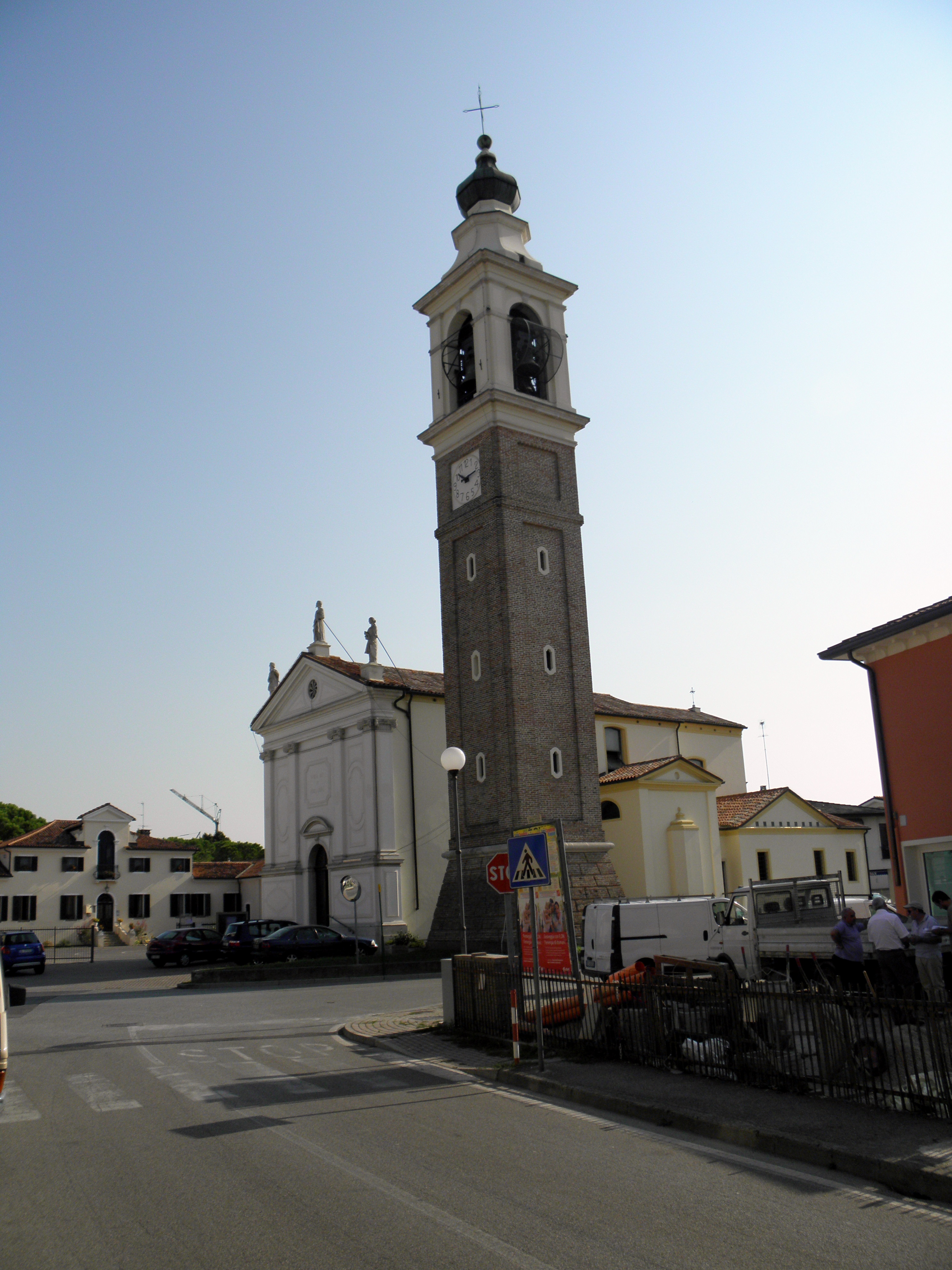
La chiesa ed il campanile
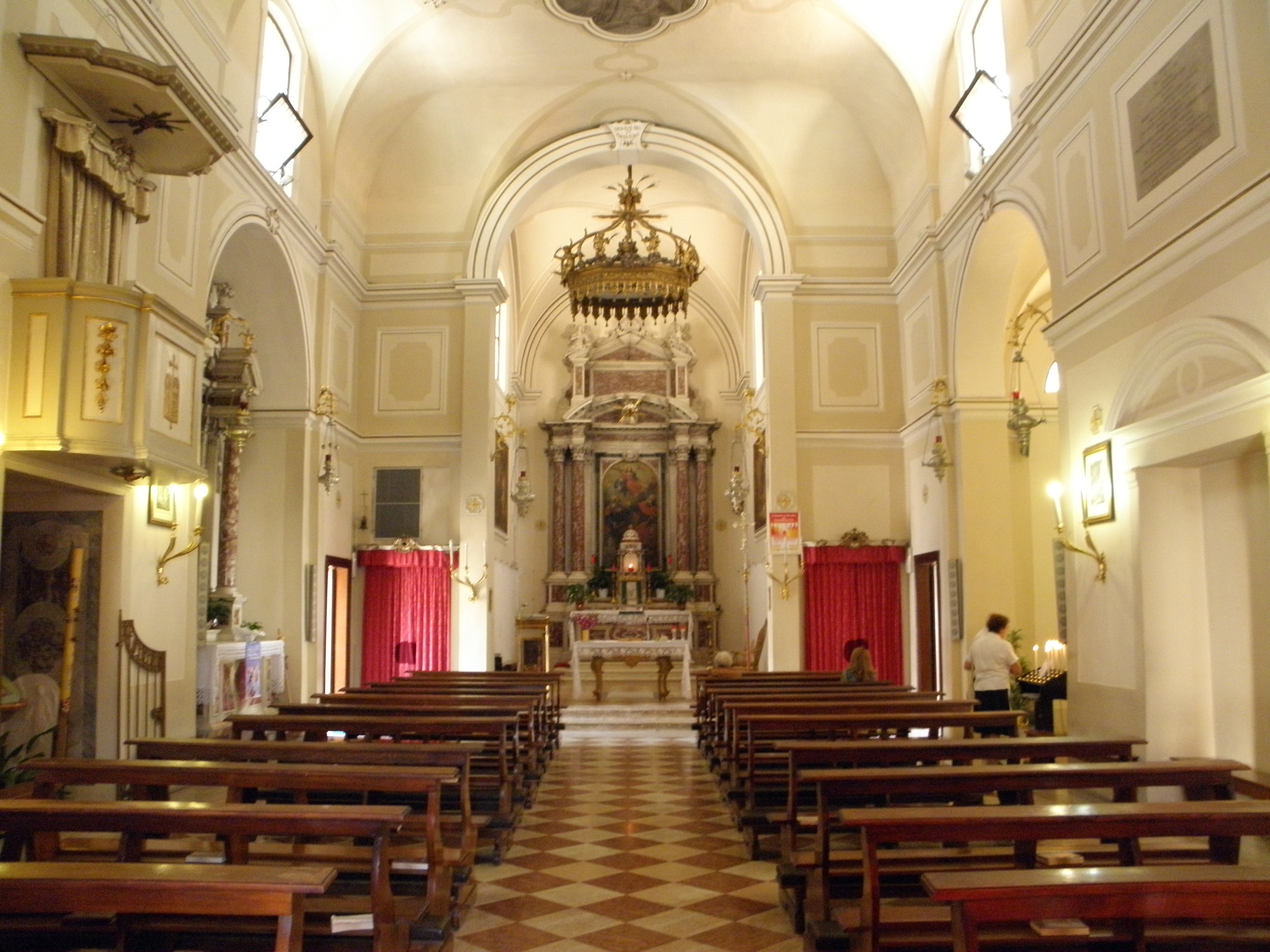
L'interno della chiesa
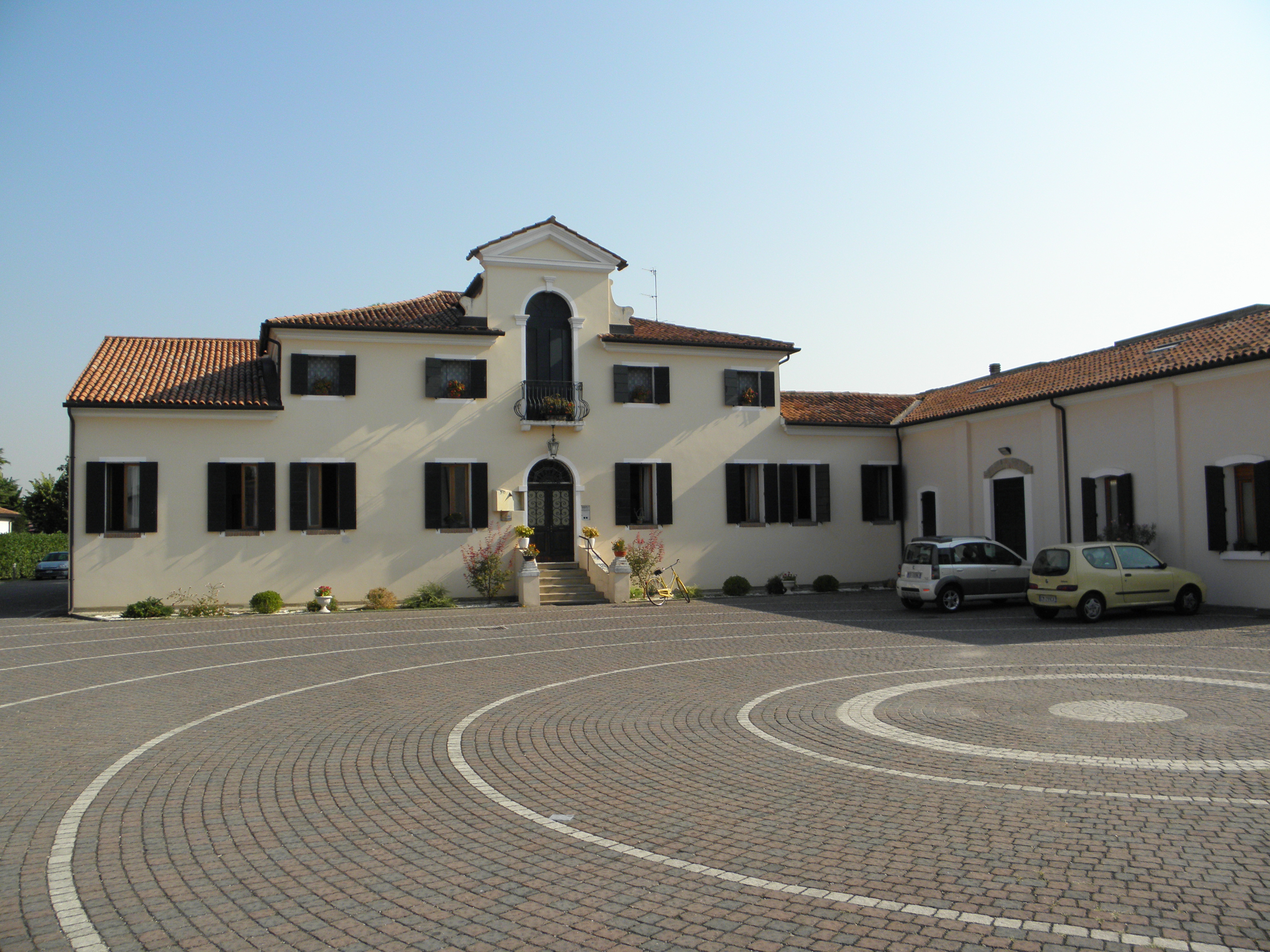
La canonica